# Pasărea-elefant
Pasărea elefant (Aepyornis maximus) a fost cea mai mare pasăre nezburătorare care a populat insula Madagascar, aflată la aproximativ 420 km în largul coastei de sud-est a Africii. Pasărea elefant era una alergătoare, avea înălțimea medie de 2,68 - 3 m și cântarea cca. 500 de kg.
Specia a dispărut, probabil în secolul al XVII-lea sau al XVIII-lea, din motive neclare, deși activitatea umană este una dintre cauzele de bază luată în considerație. Păsările elefant au cuprins genurile Mullerornis și Aepyornis. Aepyornis s-a numărat printre păsările cu cea mai mare masă (Dromornis stirtoni de asemenea extinsă, în Australia, a ajuns la o greutate similară). În timp ce se afla într-o proximitatea geografică aproape de struț, cea mai apropiată „rudă” este considerată a fi pasărea kiwi, argumentând că Struthioniformes nu s-au diversificat de vicariance în timpul destrămării Gondwanei, ci au evoluat de la strămoșii care s-au dispersat datorită zborului.
Ouăle și oasele embrionilor din ouă studiate, au arătat vechimea variată a lor. Unele datau din timpul Cuaternarului, când pe teritoriul unde azi al Madagascarului trăiau animale imense ca de exemplu: rinocerul, mamutul și ursul de peșteră. 
Cum omul se hrănea cu vânat fără nici o reținere, este una din explicațiile de exterminare a ei ca specie, deși probabil ea încerca să se refugieze în regiunile mlăștinoase, unde accesul vânătorilor era îngreunat. 
În septembrie 2018, oamenii de știință au stabilit că Vorombe titan putea ajunge la o greutate de 730 kg și o înălțime de 3 m, făcându-l cea mai mare pasăre din lume, puțin mai mare decât Dromornis stirtoni.

## Specii
Patru specii sunt de obicei acceptate în gen: Aepyornis; A. hildebrandti, A. gracilis, A. medius și A. maximus, dar valabilitatea unora este contestată, cu numeroși autori care le tratează pe toate într-o singură specie, A. maximus.  Până la trei specii sunt incluse în genul Mullerornis.
Genul Aepyornis
- Aepyornis gracilis (Monnier, 1913)[6]
- Aepyornis hildebrandti (Burckhardt, 1893)[6]
  - Aepyornis mulleri (Milne-Edwards & Grandidier, 1894)
- Aepyornis maximus (Hilaire, 1851)[6]
  - Aepyornis modestus (Milne-Edwards & Grandidier, 1869)
  - Aepyornis ingens (Milne-Edwards & Grandidier, 1894)
  - Aepyornis titan (Andrews, 1894)
- Aepyornis medius (Milne-Edwards & Grandidier, 1866)[6]
  - Aepyornis grandidieri (Rowley, 1867)
  - Aepyornis cursor (Milne-Edwards & Grandidier, 1894)
  - Aepyornis lentus (Milne-Edwards & Grandidier, 1894)

Genus Mullerornis
- Mullerornis betsilei (Milne-Edwards & Grandidier, 1894)[7]
- Mullerornis agilis (Milne-Edwards & Grandidier, 1894)[7]
- Mullerornis rudis (Milne-Edwards & Grandidier, 1894)[5][7][8]
  - Flacourtia rudis (Andrews, 1894)

## Galerie

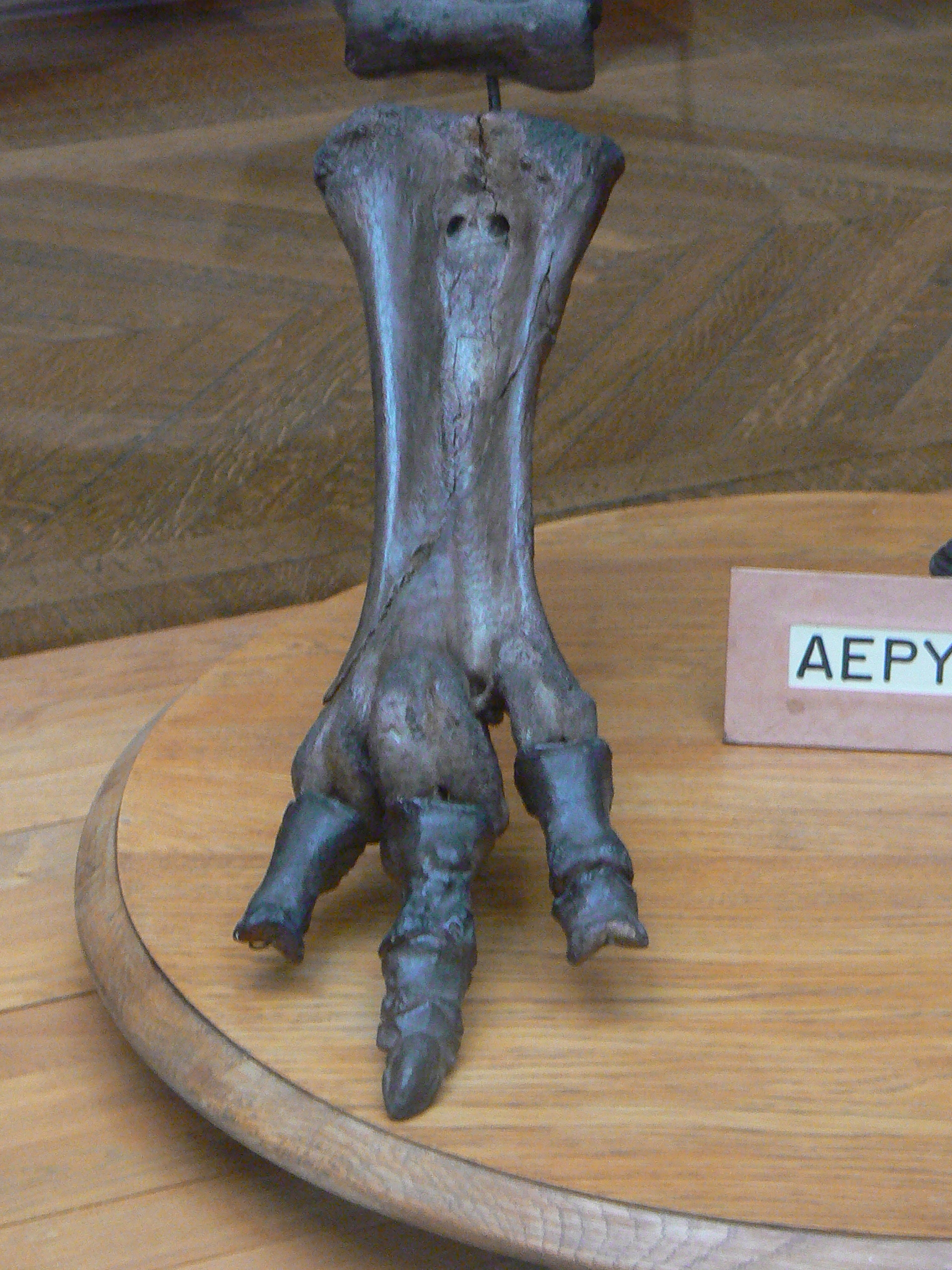
Labă
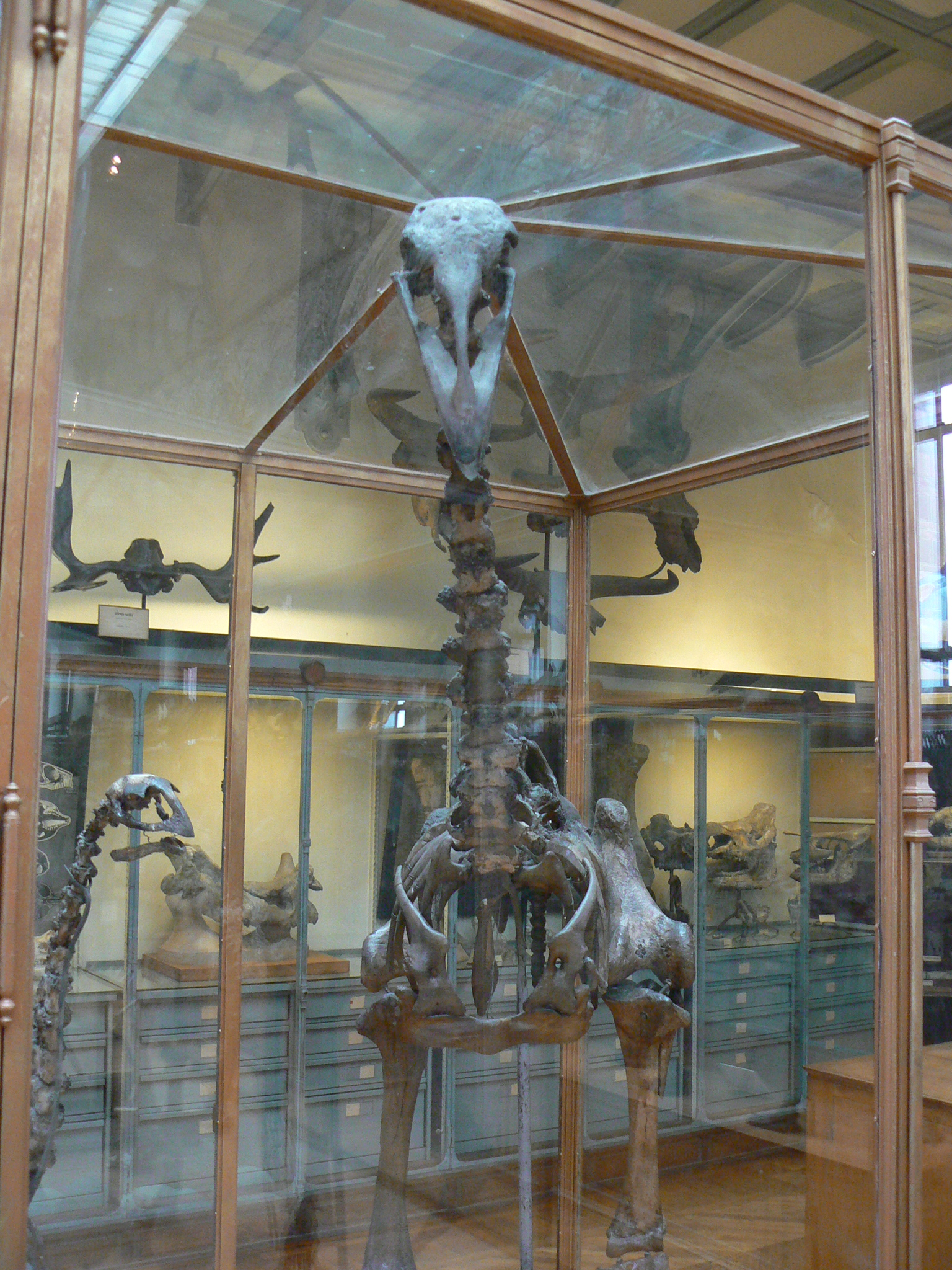
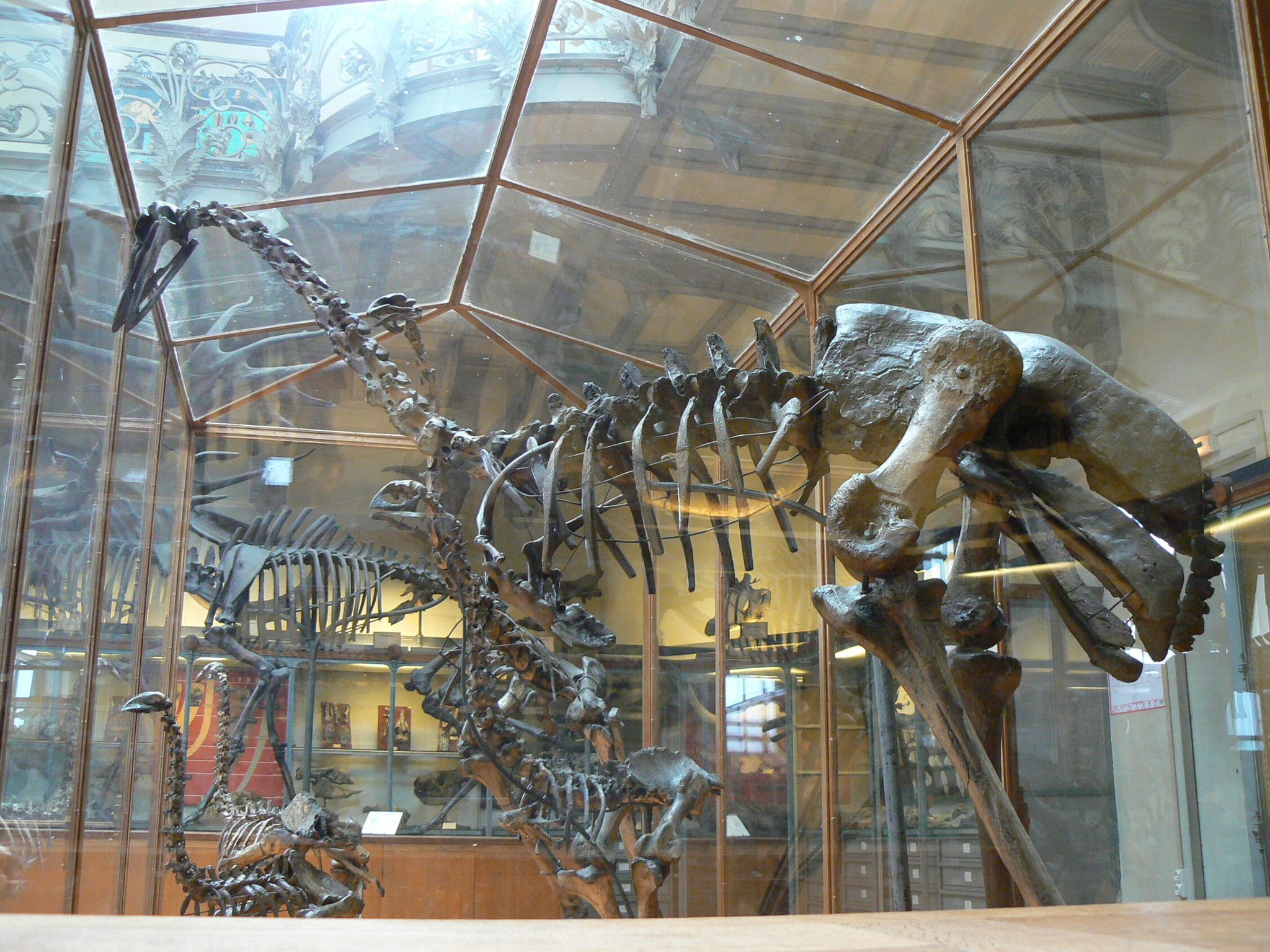
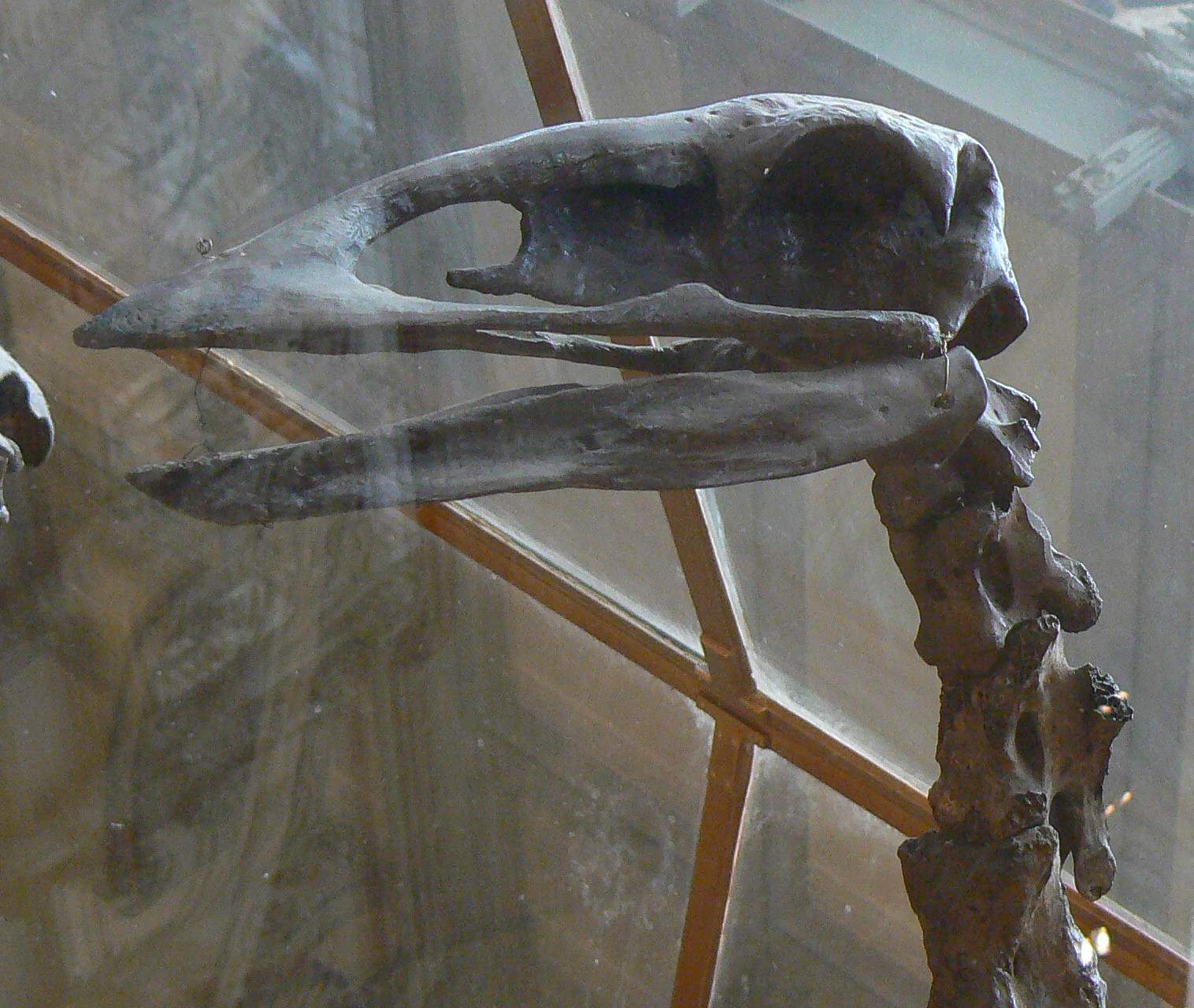
Craniu

## Legături externe
- Digimorph.org
- Fossil Aepyornithidae Arhivat în 7 martie 2006, la Wayback Machine.